# Jan-Arie van der Heijden
Jan-Arie van der Heijden (Schoonhoven, 3 marzo 1988) è un ex calciatore olandese, di ruolo centrocampista.

## Caratteristiche tecniche
È un centrocampista difensivo che può essere impiegato come difensore centrale.

## Palmarès

### Club

#### Competizioni nazionali
- Supercoppa dei Paesi Bassi: 3

Ajax: 2007
Feyenoord: 2017, 2018
- Campionato olandese: 2

Ajax: 2010-2011
Feyenoord: 2016-2017
- Coppa dei Paesi Bassi: 2

Feyenoord: 2015-2016, 2017-2018